# Malpighia substrigosa
Malpighia substrigosa là một loài thực vật có hoa trong họ Malpighiaceae. Loài này được F.K. Mey. mô tả khoa học đầu tiên năm 2000.